# 13933 Charleville
13933 Charleville este un asteroid din centura principală de asteroizi.

## Descriere
13933 Charleville este un asteroid din centura principală de asteroizi. A fost descoperit pe 2 noiembrie 1988 la Geisei de Tsutomu Seki. Asteroidul prezintă o orbită caracterizată de o semiaxă mare de 2,77 ua, o excentricitate de 0,14 și o înclinație de 8,3° în raport cu ecliptica.